# Ephippiochthonius mariolae
Espèce
Synonymes
- Chthonius mariolae Carabajal Márquez, Garcia Carrillo & Rodríguez Fernández, 2001

Ephippiochthonius mariolae est une espèce de pseudoscorpions de la famille des Chthoniidae.

## Distribution
Cette espèce est endémique d'Andalousie en Espagne. Elle se rencontre dans la grotte Cueva del Barranco Iñate à Salobreña.

## Description
La femelle holotype mesure 1,86 mm.
Les femelles mesurent de 1,86 à 2,20 mm.

## Étymologie
Cette espèce est nommée en l'honneur de María Dolores Lara Ojeda dite Mariola.

## Publication originale
- Carabajal Márquez, García Carrillo & Rodríguez Fernández, 2001 : Description of four new cave-dwelling pseudoscorpions from Andalucia, Spain (Arachnida, Pseudoscorpionida, Chthoniidae). Zoologica Baetica, vol. 12, p. 169-184 (texte intégral).